# Elapso proxime anno
Elapso proxime anno è una enciclica di papa Benedetto XIV, datata 20 febbraio 1751, con la quale il Pontefice stabilisce alcuni criteri a cui devono attenersi tutti gli Inquisitori del Sant'Uffizio per estrarre dai Luoghi immuni (soprattutto le chiese) i rei di eresia che vi si sono rifugiati.

## Fonte
- Tutte le encicliche e i principali documenti pontifici emanati dal 1740. 250 anni di storia visti dalla Santa Sede, a cura di Ugo Bellocci. Vol. I: Benedetto XIV (1740-1758), Libreria Editrice Vaticana, Città del Vaticano 1993